# Frances Deri
Franziska Hertz (später Frances Deri; * 9. Dezember 1880 in Wien, Österreich-Ungarn; † 25. Mai 1971 in Los Angeles, Kalifornien, USA) war eine österreichisch-amerikanische Psychoanalytikerin.  Sie gründete zusammen mit Ernst Simmel die Psychoanalytic Study Group in Los Angeles.

## Leben und Werk
Deri wurde als Franziska Hertz als Tochter des aus Hamburg stammenden jüdischen Kaufmann Otto Hertz und seiner Frau Franziska geb. Neußer geboren und wurde katholisch getauft und erzogen. Sie studierte Psychologie und Soziologie in Wien, wo sie 1902 promoviert wurde. Anschließend gründete sie in Berlin eine Fürsorgeorganisation, die sie elf Jahre lang als Direktorin leitete. Bei Karl Abraham machte sie von 1921 bis 1922 eine persönliche Analyse. Danach begann sie eine Ausbildung am Berliner Psychoanalytischen Institut. Von 1926 bis 1930 machte sie bei Hanns Sachs eine Lehranalyse und eine Kontrollanalyse bei Karen Horney. Sie war von 1930 bis 1932 als Analytikerin tätig in der ersten psychoanalytischen Klinik der Welt, dem von Ernst Simmel geleiteten psychoanalytischen Sanatorium Schloss Tegel.
Deri heiratete in Berlin den Kunsthistoriker, Kunstkritiker und Psychologen Max Deri, der ursprünglich Max Deutsch hieß, und mit dem sie zwei Söhne bekam. Ihr Ehemann interessierte sich für psychoanalytische Kunstinterpretation und schrieb für die Zeitschrift Imago.
Sie wurde 1932 Mitglied der Deutschen Psychoanalytischen Gesellschaft und gehörte zu dem Kreis um Otto Fenichel.

## Aufbau der Prager Psychoanalytischen Arbeitsgemeinschaft
Als in Deutschland die Nationalsozialisten an die Macht kamen, emigrierte sie 1933 nach Prag. Mit den ebenfalls emigrierten Analytikerinnen Steffi Bornstein und Annie Reich beteiligte sie sich am Aufbau der Prager Psychoanalytischen Arbeitsgemeinschaft, die sie bis 1935 leitete. Bis 1939 entstand unter ihrer Leitung und später der von Fenichel eine Arbeitsgruppe, in der neben Deutschen auch Tschechoslowaken eine psychoanalytische Ausbildung erhielten und das Interesse an Psychoanalyse in Teilen der Bevölkerung entstand. Deri wurde 1934 Mitglied der Wiener Psychoanalytischen Vereinigung, der sich die Prager Gruppe angeschlossen hatte. Deri hielt Vorträge in Brünn und Prag, leitete 1935 in Wien ein wissenschaftliches Symposium bei der Vierländertagung und übersetzte die Schriften Sigmund Freuds ins Tschechische.

## Psychoanalytikerin in Los Angeles
In Los Angeles baute Simmel die Psychoanalytic Study Group Los Angeles auf, deren erster Präsident er war. Nichtärztliche Psychoanalytiker und Ärzte ohne amerikanische Lizenz waren Mitglieder dieser Gruppe, die erst 1942 mit der ebenfalls von Simmel gegründeten San Francisco Psychoanalytic Society als American Psychoanalytic Association (APA) anerkannt wurde.
Für die Realisierung einer psychoanalytischen Klinik nach seinem Tegeler Vorbild wurde Deri von Simmel nach Los Angeles eingeladen. Deri emigrierte 1935 in die USA, wohin ihr Mann und ihre beiden Söhne folgten, und wurde Mitglied der Los Angeles Psychoanalytic Study Group. Sie prägte als klassische Freudianerin die Ausrichtung des Los Angeles Psychoanalytic Institute LAPSI bis zu dessen Spaltung Anfang der 1950er Jahre mit.
In Los Angeles praktizierte sie als Lehr- und Kontrollanalytikerin. Sie setzte 1945 bei Ralph R. Greenson seine Analyse nach Feniches Tod fort und war auch als Analytikerin von Schauspielern tätig. Der Mitbegründer und Pionier der psychoanalytischen Bewegung in der Tschechoslowakei vor dem Zweiten Weltkrieg und Mitbegründer und Förderer des San Francisco Psychoanalytic Institute seit den 1940er-Jahren, Emanuel Windholz, gehörte auch zu ihren Analysanden.

## Veröffentlichungen (Auswahl)
- On sublimation. Psa Quart 8, 1939, S. 325–334.
- Neurotic disturbances of sleep. A symposium. IJP 22, 1942, S. 177–183.